# مین‌روب کلاس کی-۸
مین‌روب کلاس کی-۸ (به انگلیسی: K-8 class minesweeper) یک کشتی است که طول آن ۱۶٫۹ متر (۵۵ فوت) و ارتفاع آن ۳٫۲ متر (۱۰ فوت) می‌باشد.